# Rut Hillarp
Rut Gunhild Hillarp, född 21 februari 1914 i Lunds stadsförsamling, död 11 november 2003 i Enskede församling i Stockholm, var en svensk författare, översättare, litteraturvetare, målare och tecknare.

## Biografi
Hillarp, som blev filosofie licentiat i litteraturhistoria 1945, var adjunkt, senare lektor vid Statens normalskola 1947–1976 och vid Södra Latin 1976–1979. Hon debuterade med diktsamlingen Solens brunn (1946), som följdes av både lyriska och episka verk. Hon tillhörde en internationell modernistisk tradition och räknades som en av de ledande i den svenska 40-talismen. Det modernistiska formspråket och den erotiska laddningen präglar hela hennes skapande som förutom diktsamlingarna och de lyriska romanerna även innefattar filmer samt konstnärliga fotografier i dubbelkopieringsteknik. Omslaget till Dina händers ekon (Bonnier, 1948) gjordes av den samtida konstnären Randi Fisher, som liksom Hillarp var ganska ensam som kvinnlig utövare i en mansdominerad litterär respektive konstnärlig kontext. Som konstnär medverkade hon utställningen Målande skrivare och skrivande målare på Lilla Paviljongen i Stockholm 1954. Hennes konst består av nonfigurativa kompositioner utförda i akvarell, gouache eller tusch. 
Birgitta Holm utgav 2011 en biografi över henne med titeln Rut Hillarp: poet och erotiskt geni.
Hillarp översatte dikter av Kathleen Raine som återfinns i Den osedda rosen: dikter (Ellerström, 1988; även tolkningar av Lasse Söderberg och Erik Lindegren).

## Familj
Rut Hillarp var dotter till köpman Nils Bengtsson och Hulda, född Johansson, samt syster till Nils-Åke Hillarp. Hon var till 1948 gift med Birger Valdemar Hilding Thorén (1901–1983).

## Filmer
- Det underbara mötet (1949)
- De vita händerna (1950)
- Vart vill du rida hän? (1970)

## Utställningar
- De fotografiska bilderna har visats på ett antal gallierer och utställningar i Sverige.

## Priser och utmärkelser
- 1992 – Samfundet De Nios Särskilda pris
- 1997 – Sten Hagliden-priset